# 91. jaktflygdivisionen
91. jaktflygdivisionen även känd som Ivar Röd var en jaktflygdivision inom svenska flygvapnet som verkade i olika former åren 1940–1968. Divisionen var baserad på Säve depå nordväst om Göteborg.

## Historik
Ivar Röd var 1. divisionen vid Göta flygflottilj (F 9), eller 91. jaktflygdivisionen inom Flygvapnet, och bildades den 1 juli 1940. Divisionen bildades till en början som en skoldivision, och förlades tillsammans med 92. jaktflygdivisionen till Bunge på Gotland. År 1949 gick divisionen in i den så kallade jetåldern genom att den ombeväpnades till J 28 Vampire. Divisionen var den sista aktiva vid flottiljen, då den upplöstes den 31 december 1968.

## Materiel vid förbandet
| Jaktflygplan - 1940–1941: J 8 Gloster Gladiator - 1941–1944: J 11 Fiat CR 42 Falco - 1943–1946: J 22 FFVS 22 - 1946–1950: J 21A - 1949–1951: J 28B Vampire - 1952–1961: J 29 Tunnan - 1961–1968: J 34 Hawker Hunter |

## Förbandschefer
Divisionschefer vid 91. jaktflygdivisionen (Ivar Röd) åren 1940–1969.

- 1940–1941: Grels Naeslund
- 1941–1944: Gösta Swanlund
- 1944–1945: Sven-Erik Lange
- 1945–1945: Curt Wikner
- 1945–1946: Gunnar Lindelöf
- 1946–1947: Curt Wikner
- 1947–1947: Gustaf Langeén
- 1947–1947: Olof Ahlström
- 1947–1948: Curt Wikner
- 1948–1949: Olle Finnman
- 1949–1954: Curt Wikner
- 1954–1957: Per Haglind
- 1957–1957: Lars Lidberg
- 1957–1959: Per Haglind
- 1959–1959: Lars Söderberg
- 1959–1960: Gösta Edwards
- 1960–1961: Lars Söderberg
- 1961–1962: Rolf Eriksson
- 1962–1962: Gösta Edwards
- 1962–1963: Roland Magndahl
- 1963–1965: Uno Eriksson
- 1965–1968: Nils Rönnberg
- 1968–1969: Lars-Åke Hallgren

## Anropssignal, beteckning och förläggningsort
| Ivar Röd | 1940-07-01 | – | 1968-12-31 |

| 91. jaktflygdivisionen | 1940-07-01 | – | 1968-12-31 |

| Bunge flygfält (F) | 1940-07-01 | – | 1940-??-?? |
| Säve depå (F)      | 1941-??-?? | – | 1968-12-31 |